# Rick Woods
Rick Woods (ur. 11 czerwca 1948 w Newport Beach, zm. 1 września 2012) – amerykański żużlowiec.

## Życiorys

### Kariera sportowa
Wielokrotny finalista indywidualnych mistrzostw Stanów Zjednoczonych, w tym czterokrotny medalista: trzykrotnie złoty (1968, 1970, 1972) oraz brązowy (1969). W 1977 r. reprezentował Stany Zjednoczone w eliminacjach indywidualnych mistrzostw świata, zajmując w Costa Mesa V miejsce w finale amerykańskim.
W sezonie 1973 startował w lidze brytyjskiej, w barwach klubu z Newport.

### Życie prywatne
Brat Gene’a Woodsa, również żużlowca.